# Court récit sur l'Antéchrist
 (septembre 2012).
Si vous disposez d'ouvrages ou d'articles de référence ou si vous connaissez des sites web de qualité traitant du thème abordé ici, merci de compléter l'article en donnant les références utiles à sa vérifiabilité et en les liant à la section « Notes et références ».
Ce récit est la dernière partie du livre Trois entretiens sur la guerre, la morale et la religion, rédigé en 1899. Il se veut une actualisation de l'Apocalypse de Jean. Vladimir Soloviev décrit comment un jeune homme talentueux reçoit l'esprit de l'Antéchrist. Celui-ci prend la tête de l'armée européenne pour repousser l'invasion des Chinois et des Japonais, qui avait pu avoir lieu, car les Européens avaient l'attention détournée par la guerre avec les Musulmans.  
Le nouvel empereur d'Europe résout la question de la paix la première année de son règne en réunissant une armée qui ne peut être vaincue par aucune autre coalition d'armées. Il impose donc la paix mondiale. 
La deuxième année, il résout la question de la faim en concentrant tous les capitaux entre ses mains et en taxant un peu les riches pour que les pauvres puissent vivre dignement.
La troisième année, il tente de résoudre la question religieuse en unifiant les religions. Mais les trois représentants du christianisme s'y opposent :
Le starets Jean pour l'orthodoxie, le pape Pierre II pour le catholicisme et le professeur Pauli pour le protestantisme.
L'armée de l'Antéchrist se regroupe pour combattre l'armée des Juifs qui se soulève, car cette dernière a appris que l'Empereur n'était pas circoncis, qu'on les avait trompés. Alors, la terre s'ouvre et engloutit l'armée de l'Antéchrist. 
Les Juifs et les Chrétiens restés fidèles convergent à Jérusalem où le Christ se manifeste en gloire.

## Éditions
- Trois entretiens sur la guerre, la morale et la religion, Éd. Ad Solem, 2005